# Primera División de Bolivia 1986
La LFPB 1986 fue un campeonato de fútbol correspondiente a la 10.ª temporada de la Liga de Fútbol Profesional Boliviano. Fue el primer torneo que tendría dos campeonatos en el año y que definiría al campeón a través de una final entre los ganadores de ambos torneos. El Campeón Nacional fue The Strongest al ganar la Final del Campeonato, obteniendo su 2.º título en la Era Profesional de la Liga y 5° de Primera División.

## Formato
Dados los problemas y eventualidades que se produjeron en el anterior campeonato con los premios y merecimientos en puntos y diferencias de goles esta temporada habría dos campeonatos tal cual se hizo en 1979; el primer campeonato se jugaría hasta julio, habiendo receso por la Copa Mundial de 1986 y el segundo campeonato que se jugaría desde agosto.
El primer campeonato se jugó en dos fases: Primera y final, la primera fase se jugaría en dos grupos cuyos dos primeros clasificarían a la siguiente fase, a jugar semifinales y finales características. El segundo campeonato se llevó a cabo con tres fases: la primera con 2 grupos en donde los 4 mejores ubicados de cada grupo se clasificaron a la siguiente fase; la segunda fase con dos grupos donde jugaron en cuadrangulares característicos y donde clasificaron los dos primeros a la fase final; finalmente la fase final que tenía rondas de semifinales y final.
Los ganadores de ambas fases clasificaron a la Final del Campeonato donde se disputaron partidos de ida y vuelta, en caso de empatar se definió en un tercer partido para consagrar el campeón de la Temporada. Los ganadores del primer y segundo torneo disputaban el Campeonato para ser Campeón Boliviano.

## Equipos y Estadios
| Equipo                 | Fundación                | Ciudad     | Estadio                 |
| ---------------------- | ------------------------ | ---------- | ----------------------- |
| Aurora                 | 27 de mayo de 1935       | Cochabamba | Félix Capriles          |
| Bamin Real Potosí      | 20 de octubre de 1941    | Potosí     | San Clemente            |
| Blooming               | 1 de mayo de 1946        | Santa Cruz | Ramón Tahuichi Aguilera |
| Bolívar                | 12 de abril de 1925      | La Paz     | Simón Bolívar           |
| Chaco Petrolero        | 15 de abril de 1944      | La Paz     | Simón Bolívar           |
| Ciclón                 | 21 de septiembre de 1951 | Tarija     | IV Centenario           |
| Deportivo Litoral      | 1936                     | La Paz     | Hernando Siles          |
| Destroyers             | 14 de septiembre de 1948 | Santa Cruz | Ramón Tahuichi Aguilera |
| Oriente Petrolero      | 5 de noviembre de 1955   | Santa Cruz | Ramón Tahuichi Aguilera |
| Petrolero              | 16 de abril de 1950      | Cochabamba | Complejo Petrolero      |
| Real Santa Cruz        | 2 de mayo de 1962        | Santa Cruz | Ramón Tahuichi Aguilera |
| San José               | 19 de marzo de 1942      | Oruro      | Jesús Bermúdez          |
| The Strongest          | 8 de abril de 1908       | La Paz     | Hernando Siles          |
| Universitario de Sucre | 5 de abril de 1961       | Sucre      | Morro de Surapata       |
| Wilstermann            | 24 de noviembre de 1949  | Cochabamba | Félix Capriles          |

## Torneo Apertura

### Fase de grupos

#### Grupo A
| Pos | Equipo                 | Pts | PJ | G  | E | P  | GF | GC | Dif |
| --- | ---------------------- | --- | -- | -- | - | -- | -- | -- | --- |
| 1º  | Blooming               | 26  | 16 | 11 | 4 | 1  | 34 | 9  | 25  |
| 2º  | The Strongest          | 21  | 16 | 6  | 9 | 1  | 25 | 15 | 10  |
| 3º  | Destroyers             | 20  | 16 | 7  | 6 | 3  | 25 | 13 | 12  |
| 4º  | Ciclón                 | 14  | 16 | 4  | 6 | 6  | 16 | 14 | 2   |
| 5º  | San José               | 14  | 16 | 5  | 4 | 7  | 12 | 26 | -14 |
| 6º  | Universitario de Sucre | 12  | 16 | 4  | 4 | 8  | 16 | 25 | -9  |
| 7º  | Chaco Petrolero        | 8   | 16 | 1  | 6 | 9  | 12 | 28 | -16 |
| 8º  | Aurora                 | 8   | 16 | 2  | 4 | 10 | 16 | 34 | -18 |

#### Grupo B
| Pos | Equipo            | Pts | PJ | G | E | P | GF | GC | Dif |
| --- | ----------------- | --- | -- | - | - | - | -- | -- | --- |
| 1º  | Oriente Petrolero | 21  | 14 | 9 | 3 | 2 | 33 | 14 | 19  |
| 2º  | Deportivo Litoral | 19  | 14 | 8 | 3 | 3 | 27 | 16 | 11  |
| 3º  | Real Santa Cruz   | 17  | 14 | 7 | 3 | 4 | 26 | 19 | 7   |
| 4º  | Wilstermann       | 16  | 14 | 6 | 4 | 4 | 23 | 22 | 1   |
| 5º  | Bolívar           | 15  | 14 | 5 | 5 | 4 | 29 | 24 | 5   |
| 6º  | Bamin Real Potosí | 7   | 14 | 1 | 5 | 8 | 10 | 26 | -16 |
| 7º  | Petrolero         | 6   | 14 | 1 | 4 | 9 | 12 | 31 | -19 |

### Ronda de Definición
|  | Semifinales               | Semifinales               | Semifinales               |   |               | Final                      | Final                      | Final                      | Final                      |  |
|  | Del 7 al 14 de septiembre | Del 7 al 14 de septiembre | Del 7 al 14 de septiembre |   |               | Del 17 al 24 de septiembre | Del 17 al 24 de septiembre | Del 17 al 24 de septiembre | Del 17 al 24 de septiembre |  |
|  |                           |                           |                           |   |               |                            |                            |                            |                            |  |
|  |                           |                           |                           |   |               |                            |                            |                            |                            |  |
|  | Blooming                  | 0                         | 3                         |   |               |                            |                            |                            |                            |  |
|  | Blooming                  | 0                         | 3                         |   |               |                            |                            |                            |                            |  |
|  | Deportivo Litoral         | 3                         | 0                         |   |               |                            |                            |                            |                            |  |
|  | Deportivo Litoral         | 3                         | 0                         |   | The Strongest | 1                          | 1                          | 1                          |                            |  |
|  |                           |                           |                           |   | The Strongest | 1                          | 1                          | 1                          |                            |  |
|  |                           |                           | Blooming                  | 0 | 2             | 0                          |                            |                            |                            |  |
|  | Oriente Petrolero         | 2                         | Blooming                  | 0 | 2             | 0                          | 0                          |                            |                            |  |
|  | Oriente Petrolero         | 2                         |                           |   |               |                            | 0                          |                            |                            |  |
|  | The Strongest             | 1                         | 3                         |   |               |                            |                            |                            |                            |  |
|  | The Strongest             | 1                         | 3                         |   |               |                            |                            |                            |                            |  |
|  |                           |                           |                           |   |               |                            |                            |                            |                            |  |

En cada llave, el equipo ubicado en la primera línea es el que ejerce la localía en el partido de ida. Blooming clasificó a la final por tener mejor puntaje que Litoral de Cochabamba.

## Torneo Clausura

### Fase de grupos

#### Grupo A
| Pos | Equipo            | Pts | PJ | G  | E | P  | GF | GC | Dif |
| --- | ----------------- | --- | -- | -- | - | -- | -- | -- | --- |
| 1º  | Deportivo Litoral | 23  | 16 | 11 | 1 | 4  | 33 | 17 | 16  |
| 2º  | The Strongest     | 20  | 16 | 8  | 4 | 4  | 34 | 25 | 9   |
| 3º  | Blooming          | 18  | 16 | 7  | 4 | 5  | 23 | 17 | 6   |
| 4º  | Petrolero         | 16  | 16 | 7  | 2 | 7  | 23 | 26 | -3  |
| 5º  | Destroyers        | 15  | 16 | 5  | 5 | 6  | 25 | 22 | 3   |
| 6º  | Ciclón            | 14  | 16 | 5  | 4 | 7  | 18 | 25 | -7  |
| 7º  | Bamin Real Potosí | 11  | 16 | 3  | 5 | 8  | 16 | 35 | -19 |
| 8º  | Aurora            | 10  | 16 | 4  | 2 | 10 | 23 | 30 | -7  |

#### Grupo B
| Pos | Equipo                 | Pts | PJ | G | E | P  | GF | GC | Dif |
| --- | ---------------------- | --- | -- | - | - | -- | -- | -- | --- |
| 1º  | Bolívar                | 21  | 14 | 9 | 3 | 2  | 45 | 16 | 29  |
| 2º  | Wilstermann            | 18  | 14 | 7 | 4 | 3  | 30 | 23 | 7   |
| 3º  | Real Santa Cruz        | 17  | 14 | 7 | 3 | 4  | 32 | 20 | 12  |
| 4º  | Oriente Petrolero      | 17  | 14 | 6 | 5 | 3  | 24 | 16 | 8   |
| 5º  | Universitario de Sucre | 14  | 14 | 6 | 2 | 6  | 19 | 24 | -5  |
| 6º  | San José               | 9   | 14 | 4 | 1 | 9  | 21 | 42 | -21 |
| 7º  | Chaco Petrolero        | 3   | 14 | 0 | 3 | 11 | 15 | 43 | -28 |

### Cuadrangulares de Grupo

#### Grupo A
| Pos | Equipo            | Pts | PJ | G | E | P | GF | GC | Dif |
| --- | ----------------- | --- | -- | - | - | - | -- | -- | --- |
| 1º  | Blooming          | 7   | 6  | 3 | 1 | 2 | 17 | 6  | 11  |
| 2º  | Oriente Petrolero | 6   | 6  | 3 | 0 | 3 | 11 | 11 | 0   |
| 3º  | Deportivo Litoral | 6   | 6  | 3 | 0 | 3 | 11 | 13 | -2  |
| 4º  | Wilstermann       | 5   | 6  | 2 | 1 | 3 | 9  | 18 | -9  |

#### Grupo B
| Pos | Equipo          | Pts | PJ | G | E | P | GF | GC | Dif |
| --- | --------------- | --- | -- | - | - | - | -- | -- | --- |
| 1º  | Bolívar         | 10  | 6  | 4 | 2 | 0 | 22 | 5  | 17  |
| 2º  | The Strongest   | 9   | 6  | 3 | 3 | 0 | 11 | 3  | 8   |
| 3º  | Real Santa Cruz | 5   | 6  | 2 | 1 | 3 | 9  | 19 | -10 |
| 4º  | Petrolero       | 0   | 6  | 0 | 0 | 6 | 8  | 23 | -15 |

### Ronda de Definición
|  | Semifinales                     | Semifinales                     | Semifinales                     |   |                   | Final                | Final                | Final                |  |
|  | Del 25 de febrero al 4 de marzo | Del 25 de febrero al 4 de marzo | Del 25 de febrero al 4 de marzo |   |                   | Del 8 al 12 de marzo | Del 8 al 12 de marzo | Del 8 al 12 de marzo |  |
|  |                                 |                                 |                                 |   |                   |                      |                      |                      |  |
|  |                                 |                                 |                                 |   |                   |                      |                      |                      |  |
|  | Blooming                        | 3                               | 0                               |   |                   |                      |                      |                      |  |
|  | Blooming                        | 3                               | 0                               |   |                   |                      |                      |                      |  |
|  | The Strongest                   | 0                               | 1                               |   |                   |                      |                      |                      |  |
|  | The Strongest                   | 0                               | 1                               |   | Oriente Petrolero | 3                    | 1                    |                      |  |
|  |                                 |                                 |                                 |   | Oriente Petrolero | 3                    | 1                    |                      |  |
|  |                                 |                                 | Blooming                        | 0 | 1                 |                      |                      |                      |  |
|  | Bolívar                         | 3                               | Blooming                        | 0 | 1                 | 0                    |                      |                      |  |
|  | Bolívar                         | 3                               |                                 |   |                   | 0                    |                      |                      |  |
|  | Oriente Petrolero               | 0                               | 5                               |   |                   |                      |                      |                      |  |
|  | Oriente Petrolero               | 0                               | 5                               |   |                   |                      |                      |                      |  |
|  |                                 |                                 |                                 |   |                   |                      |                      |                      |  |

En cada llave, el equipo ubicado en la primera línea es el que ejerce la localía en el partido de ida.

## Final de Campeonato
La disputaron The Strongest y Oriente Petrolero al ser ganadores de los Torneos Apertura y Clausura respectivamente.
| 15 de marzo de 1987, 16:00 (UTC-4) | The Strongest                              | 3:0 (2:0) | Oriente Petrolero | Estadio Hernando Siles, La Paz |                            |
|                                    | Jesús Reynaldo 3' 10' · Eliseo Ayaviri 58' |           |                   | Árbitro(s): Armando Aliaga     | Árbitro(s): Armando Aliaga |

| 18 de marzo de 1987, 20:30 (UTC-4) | Oriente Petrolero                                                    | 3:1 (1:0) | The Strongest        | Estadio Ramón Tahuichi Aguilera, Santa Cruz de la Sierra |                            |
|                                    | Óscar Ramírez 29' (pen) · Arturo García 51' · Víctor Hugo Antelo 68' |           | 57' Eduardo Villegas | Árbitro(s): Armando Aliaga                               | Árbitro(s): Armando Aliaga |

| 22 de marzo de 1987, 15:40 (UTC-4) | The Strongest                                              | 3:0 (0:0) | Oriente Petrolero | Estadio Félix Capriles, Cochabamba |                            |
|                                    | Óscar Arce 60' · Jesús Reynaldo 71' · Salomón Enríquez 86' |           |                   | Árbitro(s): Armando Aliaga         | Árbitro(s): Armando Aliaga |

## Campeón
|                                                                          |
| LFPB 1986 The Strongest 2° Título Liguero 5.º Título de Primera División |